# Vinko Marinović
Vinko Marinović (ur. 3 marca 1971 w Wiedniu) – były bośniacki piłkarz serbskiego pochodzenia, obecnie trener. Selekcjoner reprezentacji Bośni i Hercegowiny U-21.

## Kariera zawodnicza
Marinović zaczął grać w piłkę nożną w wieku dziewięciu lat w młodzieżowych drużynach klubu Kozara Gradiška. W 1988 został włączony do drużyny seniorów, która rywalizowała w niższych ligach jugosłowiańskich. Jego dobre występy zwróciły uwagę największego klubu w regionie - Boraca Banja Luka, z którym wygrał ostatnią edycję pucharu Mitropa.
Wraz z początkiem wojny w Bośni w 1992 klub Marinovicia został przeniesiony tymczasowo do miejscowości Valjevo w Serbii i kontynuował grę w ligach Federalnej Republiki Jugosławii, składającej się z klubów z Serbii, Czarnogóry i Boraca Banja Luka z Bośni i Hercegowiny. Na wielu stronach internetowych poświęconych statystykom jego klub jest mylony z innym serbskim klubem, Borac Čačak, stąd statystyki dla tego okresu są niedokładne.
W 1995 przeszedł wraz ze swoim kolegą z drużyny Darko Ljubojeviciem do zwycięzców Pucharu Mistrzów oraz Klubowych Mistrzostw Świata z 1991 roku, Crvenej zvezdy. Marinović wkrótce zaczął grać w pierwszym składzie, a jego solidne występy i silny charakter sprawiły, że w kolejnych latach został kapitanem drużyny, z którą trzykrotnie zdobył puchar kraju a także zdobył tytuł ligowy. Po czterech sezonach, latem 1999 Marinović podpisał kontrakt z belgijskim klubem Beerschot, gdzie jego rozwój został zahamowany przez straszną kontuzję.
Po czterech sezonach w Belgii Marinović postanowił wrócić do Bośni i Hercegowiny, gdzie podpisał kontrakt z FK Laktaši. Tam obrońca odzyskał formę fizyczną, dostał opaskę kapitańską i rozegrał 108 meczów ligowych w ciągu czterech sezonów. W 2008 Marinović postanowił wrócić do swojego macierzystego klubu Kozara Gradiška, gdzie zakończył karierę piłkarską.

## Reprezentacja
Marinović zdecydował się reprezentować reprezentację Federatywnej Republiki Jugosławii (Serbii i Czarnogóry), w której rozegrał jeden mecz. Miało to miejsce 23 grudnia 1998 w meczu towarzyskim w Tel-Awiwie przeciwko gospodarzom, reprezentacji Izraela. Pod koniec meczu wszedł na boisko jako zmiennik Slobodana Komljenovicia.

## Kariera trenerska
Po przejściu na emeryturę Marinović ukończył studia w Akademii Menedżerskiej w Belgradzie i został trenerem swojego rodzimego klubu Kozara, z którym awansował do bośniackiej 1. ligi po wygraniu mistrzostwa Republiki Serbskiej w sezonie 2010/11.
Po zwolnieniu z Kozary przez krótki okres był trenerem serbskiego klubu Kolubara w 2012. Rok później został asystentem trenera w Boracu. Następnie został samodzielnym trenerem Boraca. Po dość dobrym sezonie Marinović został mianowany nowym trenerem Zrinjskiego. W swoim drugim sezonie w Zrinjskim zdobył tytuł mistrzowski jedną rundę przed końcem sezonu i został następnie nagrodzony nagrodą trenera sezonu bośniackiej Premijer Ligi.
W grudniu 2016 podczas przerwy zimowej, Marinović opuścił Zrinjski. W tym czasie Zrinjski był na pierwszym miejscu w tabeli ligowej.
W marcu 2017 Marinović został mianowany nowym trenerem reprezentacji Bośni i Hercegowiny U-21. W kwalifikacjach do Mistrzostw Europy U-21 2019, Marinović osiągnął jeden z najlepszych wyników wśród wszystkich drużyn, zajmując trzecie miejsce w grupie eliminacyjnej.
26 grudnia 2018 podpisał nowy kontrakt, który miał obowiązywać do października 2022 roku. 26 grudnia 2019 roku Marinović opuścił drużynę narodową. 27 grudnia, rozwiązał kontrakt z Bośniacko-Hercegowińską Federacją Piłkarską.
26 grudnia 2019 Marinović powrócił do zarządzania klubem po trzech latach prowadzenia reprezentacji i został nowym trenerem FK Sarajewo. Oficjalnie został ogłoszony nowym trenerem klubu cztery dni później, 30 grudnia, podpisując dwuipółletni kontrakt. W swoim pierwszym meczu jako trener Sarajewa, drużyna Marinovicia pokonała klub Tuzla City 6–2 w meczu ligowym 22 lutego 2020.
1 czerwca 2020 r. sezon 2019/20 bośniackiej ligi zakończył się nagle z powodu pandemii COVID-19 w Bośni i Hercegowinie, a Sarajewo, prowadzone przez Marinovicia, zostało mistrzem ligi po raz drugi z rzędu. Był to również historyczny moment dla ligi, ponieważ Marinović został pierwszym menedżerem, który wygrał bośniacką Premijer ligę od czasu jej powstania w 2000 r. z dwoma różnymi klubami.
Marinović ustanowił nowy rekord bośniackiej ligi 30 października 2020 r. po meczu ligowym z Mladost Doboj Kakanj, w którym Sarajewo zakończyło mecz bez porażki i kontynuowało serię 12 meczów bez porażki w lidze od początku sezonu, bijąc wynik rywala derbowego FK Željezničar, który dotychczas był rekordzistą z serią 11 meczów bez porażki w lidze od początku sezonu bośniackiej ligi 2019/20.
W pierwszych dla Marinovicia derbach Sarajewa, jego drużyna zremisowała z Željezničarem na własnym boisku w meczu ligowym 4 listopada 2020 r., kontynuując jednak serię 13 meczów bez porażki w lidze. Ustanowił on także nowy rekord, nie przegrywając żadnego meczu krajowego w 2020, wygrywając 19 i remisując tylko 6 z 25 meczów w tamtym roku.
Marinovic poniósł pierwszą porażkę w meczu krajowym jako menedżer Sarajewa w meczu ligowym przeciwko Zrinjskiemu, rozegranym 6 marca 2021. Jego pierwsze zwycięstwo w derbach Sarajewa miało miejsce 1 maja 2021.
12 maja 2021, dzień po rozczarowującym remisie Sarajewa ze Slobodą Tuzla, Marinović i klub zgodzili się rozwiązać jego kontrakt za obopólną zgodą z powodu słabych wyników w ostatnich kilku meczach i po stracie pierwszego miejsca w sezonie 2020–21 na rzecz Boraca Banja Luka, późniejszego mistrza.

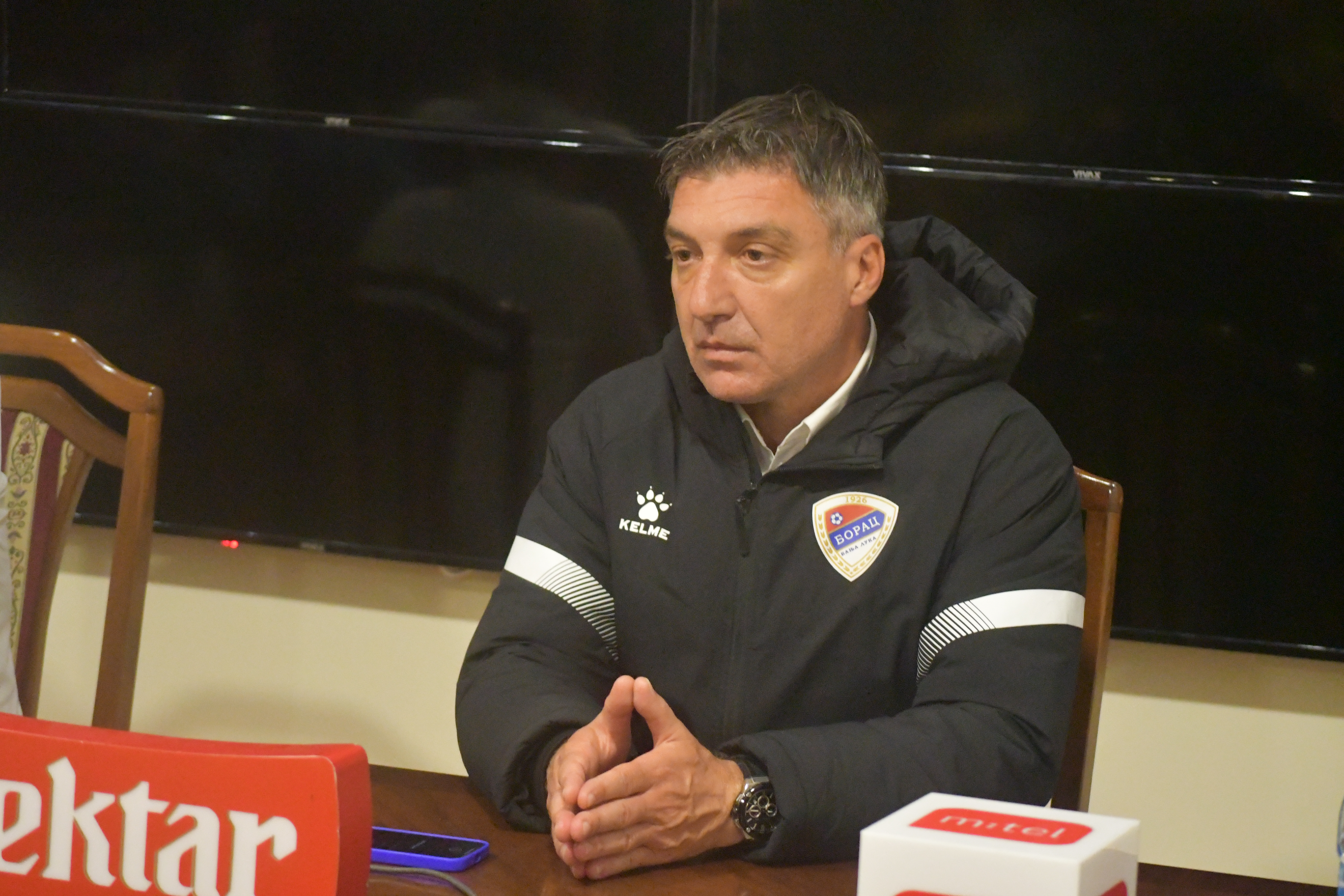
Marinović jako trener klubu Borac Banja Luka

28 sierpnia 2022 Borac Banja Luka po raz drugi mianował Marinovicia trenerem, zastępując Nenada Lalatovicia, który zrezygnował z tego stanowiska dwa dni wcześniej. Jego pierwszy mecz ligowy po powrocie na stanowisko trenera Boraca zakończył się wygraną 1–0 u siebie ze Zrinjskim 31 sierpnia. 4 września 2022 r. Marinović poniósł pierwszą porażkę jako menadżer Boraca w przegranym 2–0 meczu z Širokim Brijegiem. 18 lutego 2023 roku Borac został wyeliminowany przez Rudar Prijedor w drugiej rundzie Pucharu Bośni po serii rzutów karnych, a Marinović wziął na siebie winę za odpadnięcie z rozgrywek. Borac zakończył sezon na drugim miejscu w tabeli.
Marinović poprowadził Borac do tytułu mistrzowskiego rok później, stając się jedynym trenerem, który zdobył tytuł mistrza Bośni i Hercegowiny z trzema różnymi klubami. Jednakże, Borac poniósł porażkę 2–0 w dwumeczu ze Zrinjskim w finale Pucharu Bośni i Hercegowiny, tracąc szansę na zdobycie pierwszego krajowego dubletu.
11 czerwca 2024 r. klub ogłosił, że kontrakt z Marinoviciem został rozwiązany za porozumieniem stron.
17 lipca 2024 r. Bośniacki Związek Piłki Nożnej po raz drugi mianował Marinovicia trenerem reprezentacji Bośni i Hercegowiny U-21.

## Sukcesy

### Jako zawodnik
- Puchar Mitropa: 1992 (FK Borac Banja Luka)
- Mistrz kraju: 1993/94 (FK Crvena zvezda)
- Puchar kraju: 1994/95, 1995/96, 1998/99 (FK Crvena zvezda)

### Jako trener
- Mistrz Republiki Serbskiej: 2010/11 (FK Kozara Gradiška)
- Mistrz Bośni i Hercegowiny: 2015/16 (HŠK Zrinjski)
- Mistrz Bośni i Hercegowiny: 2019/20 (FK Sarajevo)
- Mistrz Bośni i Hercegowiny: 2023/24 (FK Borac Banja Luka)